# Major League Soccer 2020
La temporada 2020 de la Major League Soccer (MLS) fue la vigésima quinta edición realizada de la primera división del fútbol en los Estados Unidos y Canadá. Comenzó el 29 de febrero, pero el 12 de marzo, se suspendió la temporada de la MLS a causa de la pandemia de COVID-19. El 1 de mayo, la liga anunció que los jugadores podrán reanudar el entrenamiento al aire libre de manera individual en las instalaciones de la MLS para el 6 de mayo.
El 10 de junio, la MLS anunció un nuevo torneo y sistema de campeonato, denominado como MLS is Back Tournament. Comenzó el 8 de julio y finalizó el 11 de agosto con la definición de la copa. La temporada regular se volvió a disputarse de manera normal durante el mes de agosto. La edición 2020 terminó el 12 de diciembre con la final de la MLS Cup, donde Columbus Crew venció por 3-0 a los Seattle Sounders y logrando su segundo título.

## Cambios
- El Inter Miami CF y Nashville SC se unieron a la liga como expansión para esta temporada 2020.
- Los playoffs de la MLS se expandieron de 14 a 18 equipos.[3]

## Información de los equipos
| Equipo                                 | Ciudad            | Entrenador          | Estadio                    | Aforo  | Patrocinador                   | Marca  |
| -------------------------------------- | ----------------- | ------------------- | -------------------------- | ------ | ------------------------------ | ------ |
| Atlanta United                         | Atlanta           | Stephen Glass (I)   | Mercedes-Benz Stadium      | 42 500 | American Family Insurance      | Adidas |
| Chicago Fire                           | Chicago           | Raphaël Wicky       | Soldier Field              | 24 995 | Motorola Mobility              | Adidas |
| Colorado Rapids                        | Commerce City     | Robin Fraser        | Dick's Sporting Goods Park | 18 061 | Transamerica                   | Adidas |
| Columbus Crew                          | Columbus          | Caleb Porter        | Mapfre Stadium             | 19 968 | Nationwide Children's Hospital | Adidas |
| D.C. United                            | Washington D. C.  | Chad Ashton (I)     | Audi Field                 | 20 000 | Leidos                         | Adidas |
| FC Cincinnati                          | Cincinnati        | Jaap Stam           | Nippert Stadium            | 33 800 | Mercy Health                   | Adidas |
| FC Dallas                              | Frisco            | Luis González       | Toyota Stadium             | 20 500 | AdvoCare                       | Adidas |
| Houston Dynamo                         | Houston           | Tab Ramos           | BBVA Stadium               | 22 039 | MD Anderson                    | Adidas |
| Inter Miami CF                         | Miami             | Diego Alonso        | Inter Miami CF Stadium     | 18 000 | Sin Patrocinador               | Adidas |
| Los Angeles FC                         | Los Ángeles       | Bob Bradley         | Banc of California Stadium | 22 000 | YouTube TV                     | Adidas |
| Los Angeles Galaxy                     | Carson            | Dominic Kinnear (I) | Dignity Health Sports Park | 27 000 | Herbalife                      | Adidas |
| Minnesota United                       | Saint Paul        | Adrian Heath        | Allianz Field              | 19 400 | Target                         | Adidas |
| Montreal Impact                        | Montreal          | Thierry Henry       | Estadio Saputo             | 20 801 | Banco de Montreal              | Adidas |
| Nashville SC                           | Nashville         | Gary Smith          | Nissan Stadium             | TBD    | Renasant Bank                  | Adidas |
| New England Revolution                 | Foxborough        | Bruce Arena         | Gillette Stadium           | 25 000 | UnitedHealth Group             | Adidas |
| New York City FC                       | Bronx, Nueva York | Ronny Deila         | Yankee Stadium             | 28 940 | Etihad Airways                 | Adidas |
| New York Red Bulls                     | Harrison          | Gerhard Struber     | Red Bull Arena             | 25 000 | Red Bull                       | Adidas |
| Orlando City                           | Orlando           | Óscar Pareja        | Exploria Stadium           | 25 500 | Orlando Health                 | Adidas |
| Philadelphia Union                     | Chester           | Jim Curtin          | Talen Energy Stadium       | 18 500 | Bimbo Bakeries USA             | Adidas |
| Portland Timbers                       | Portland          | Giovanni Savarese   | Providence Park            | 25 000 | Alaska Airlines                | Adidas |
| Real Salt Lake                         | Sandy             | Freddy Juarez       | Rio Tinto Stadium          | 20 180 | LifeVantage                    | Adidas |
| San Jose Earthquakes                   | San José          | Matías Almeyda      | Avaya Stadium              | 18 000 | Intermedia                     | Adidas |
| Seattle Sounders                       | Seattle           | Brian Schmetzer     | CenturyLink Field          | 39 419 | Zulily                         | Adidas |
| Sporting Kansas City                   | Kansas City       | Peter Vermes        | Children's Mercy Park      | 18 467 | Ivy Funds                      | Adidas |
| Toronto FC                             | Toronto           | Greg Vanney         | BMO Field                  | 29 489 | Banco de Montreal              | Adidas |
| Vancouver Whitecaps                    | Vancouver         | Marc Dos Santos     | BC Place                   | 22 120 | Bell Canada                    | Adidas |
| Datos actualizados a diciembre de 2020 |                   |                     |                            |        |                                |        |

### Equipos por región
Estados Unidos
| Estado           | N.º | Equipos                                                   |
| ---------------- | --- | --------------------------------------------------------- |
| California       | 3   | Los Angeles FC, Los Angeles Galaxy y San Jose Earthquakes |
| Florida          | 2   | Inter Miami CF y Orlando City                             |
| Ohio             | 2   | Columbus Crew y FC Cincinnati                             |
| Texas            | 2   | FC Dallas y Houston Dynamo                                |
| Colorado         | 1   | Colorado Rapids                                           |
| Georgia          | 1   | Atlanta United FC                                         |
| Illinois         | 1   | Chicago Fire                                              |
| Kansas           | 1   | Sporting Kansas City                                      |
| Massachusetts    | 1   | New England Revolution                                    |
| Minnesota        | 1   | Minnesota United FC                                       |
| Nueva Jersey     | 1   | New York Red Bulls                                        |
| Nueva York       | 1   | New York City FC                                          |
| Oregón           | 1   | Portland Timbers                                          |
| Pensilvania      | 1   | Philadelphia Union                                        |
| Utah             | 1   | Real Salt Lake                                            |
| Tennessee        | 1   | Nashville SC                                              |
| Washington       | 1   | Seattle Sounders FC                                       |
| Washington D. C. | 1   | D.C. United                                               |

Canadá
| Provincia          | N.º | Equipos                |
| ------------------ | --- | ---------------------- |
| Columbia Británica | 1   | Vancouver Whitecaps FC |
| Ontario            | 1   | Toronto FC             |
| Quebec             | 1   | Montreal Impact        |

## Posiciones

### Conferencia Este
| Pos. | Equipo                 | Pts. | PJ | G  | E | P  | GF | GC | Dif. | Clasificación  |
| ---- | ---------------------- | ---- | -- | -- | - | -- | -- | -- | ---- | -------------- |
| 1    | Philadelphia Union     | 47   | 23 | 14 | 5 | 4  | 44 | 20 | +24  | Primera Ronda  |
| 2    | Toronto FC             | 44   | 23 | 13 | 5 | 5  | 33 | 26 | +7   | Primera Ronda  |
| 3    | Columbus Crew SC       | 41   | 23 | 12 | 5 | 6  | 36 | 21 | +15  | Primera Ronda  |
| 4    | Orlando City SC        | 41   | 23 | 11 | 8 | 4  | 40 | 25 | +15  | Primera Ronda  |
| 5    | New York City FC       | 39   | 23 | 12 | 3 | 8  | 37 | 25 | +12  | Primera Ronda  |
| 6    | New York Red Bulls     | 32   | 23 | 9  | 5 | 9  | 29 | 31 | −2   | Primera Ronda  |
| 7    | Nashville SC           | 32   | 23 | 8  | 8 | 7  | 24 | 22 | +2   | Ronda de Juego |
| 8    | New England Revolution | 32   | 23 | 8  | 8 | 7  | 26 | 25 | +1   | Ronda de Juego |
| 9    | Montreal Impact        | 26   | 23 | 8  | 2 | 13 | 33 | 43 | −10  | Ronda de Juego |
| 10   | Inter Miami CF         | 24   | 23 | 7  | 3 | 13 | 25 | 35 | −10  | Ronda de Juego |
| 11   | Chicago Fire           | 23   | 23 | 5  | 8 | 10 | 33 | 39 | −6   |                |
| 12   | Atlanta United FC      | 22   | 23 | 6  | 4 | 13 | 23 | 30 | −7   |                |
| 13   | D.C. United            | 21   | 23 | 5  | 6 | 12 | 25 | 41 | −16  |                |
| 14   | FC Cincinnati          | 16   | 23 | 4  | 4 | 15 | 12 | 36 | −24  |                |

 Fuente: Soccerway
Criterios de clasificación: 1) Puntos; 2) puntos entre sí; 3) diferencia de goles; 4) Goles marcados.

### Conferencia Oeste
| Pos. | Equipo                 | Pts. | PJ | G  | E | P  | GF | GC | Dif. | Clasificación |
| ---- | ---------------------- | ---- | -- | -- | - | -- | -- | -- | ---- | ------------- |
| 1    | Sporting Kansas City   | 39   | 21 | 12 | 3 | 6  | 37 | 25 | +12  | Primera Ronda |
| 2    | Seattle Sounders FC    | 39   | 22 | 11 | 6 | 5  | 44 | 23 | +21  | Primera Ronda |
| 3    | Portland Timbers       | 39   | 23 | 11 | 6 | 6  | 46 | 35 | +11  | Primera Ronda |
| 4    | Minnesota United FC    | 34   | 21 | 9  | 7 | 5  | 36 | 26 | +10  | Primera Ronda |
| 5    | Colorado Rapids        | 28   | 18 | 8  | 4 | 6  | 32 | 28 | +4   | Primera Ronda |
| 6    | FC Dallas              | 34   | 22 | 9  | 7 | 6  | 28 | 24 | +4   | Primera Ronda |
| 7    | Los Angeles FC         | 32   | 22 | 9  | 5 | 8  | 47 | 39 | +8   | Primera Ronda |
| 8    | San Jose Earthquakes   | 30   | 23 | 8  | 6 | 9  | 35 | 51 | −16  | Primera Ronda |
| 9    | Vancouver Whitecaps FC | 27   | 23 | 9  | 0 | 14 | 27 | 44 | −17  |               |
| 10   | LA Galaxy              | 22   | 21 | 6  | 4 | 11 | 27 | 44 | −17  |               |
| 11   | Real Salt Lake         | 22   | 22 | 5  | 7 | 10 | 25 | 35 | −10  |               |
| 12   | Houston Dynamo         | 21   | 23 | 4  | 9 | 10 | 30 | 40 | −10  |               |

 Fuente: Soccerway
Criterios de clasificación: 1) Puntos; 2) puntos entre sí; 3) diferencia de goles; 4) Goles marcados.

### Tabla General
| Pos | Equipos                | PJ | G  | E | P  | GF | GC | Dif. | Pts. | Condición                                                               |
| --- | ---------------------- | -- | -- | - | -- | -- | -- | ---- | ---- | ----------------------------------------------------------------------- |
| 1   | Philadelphia Union     | 23 | 14 | 5 | 4  | 44 | 20 | +24  | 47   | MLS Supporters' Shield y acceso a Liga de Campeones de la Concacaf 2021 |
| 2   | Toronto FC             | 23 | 13 | 5 | 5  | 33 | 26 | +7   | 44   |                                                                         |
| 3   | Columbus Crew SC       | 23 | 12 | 5 | 6  | 36 | 21 | +15  | 41   |                                                                         |
| 4   | Orlando City           | 23 | 11 | 8 | 4  | 40 | 25 | +15  | 41   |                                                                         |
| 5   | New York City FC       | 23 | 12 | 3 | 8  | 37 | 25 | +12  | 39   |                                                                         |
| 6   | Portland Timbers       | 23 | 11 | 6 | 6  | 46 | 35 | +11  | 39   | Acceso a Liga de Campeones de la Concacaf 2021                          |
| 7   | Seattle Sounders       | 22 | 11 | 6 | 5  | 44 | 23 | +21  | 39   |                                                                         |
| 8   | Sporting Kansas City   | 21 | 12 | 3 | 6  | 38 | 25 | +13  | 39   |                                                                         |
| 9   | Minnesota United       | 21 | 9  | 7 | 5  | 36 | 26 | +10  | 34   |                                                                         |
| 10  | FC Dallas              | 22 | 9  | 7 | 6  | 28 | 24 | +4   | 34   |                                                                         |
| 11  | New York Red Bulls     | 23 | 9  | 5 | 9  | 29 | 31 | -2   | 32   |                                                                         |
| 12  | Nashville SC           | 23 | 8  | 8 | 7  | 24 | 22 | +2   | 32   |                                                                         |
| 13  | New England Revolution | 23 | 8  | 8 | 7  | 26 | 25 | +1   | 32   |                                                                         |
| 14  | Los Angeles FC         | 22 | 9  | 5 | 7  | 47 | 39 | +8   | 32   |                                                                         |
| 15  | San Jose Earthquakes   | 23 | 8  | 6 | 9  | 35 | 51 | -16  | 30   |                                                                         |
| 16  | Colorado Rapids        | 18 | 8  | 4 | 6  | 32 | 28 | +4   | 28   |                                                                         |
| 17  | Vancouver Whitecaps    | 23 | 9  | 0 | 14 | 27 | 44 | -17  | 27   |                                                                         |
| 18  | Montreal Impact        | 23 | 8  | 2 | 13 | 33 | 43 | -10  | 26   |                                                                         |
| 19  | Inter Miami CF         | 23 | 7  | 3 | 13 | 25 | 35 | -10  | 24   |                                                                         |
| 20  | Chicago Fire           | 23 | 5  | 8 | 10 | 33 | 39 | -6   | 23   |                                                                         |
| 21  | Atlanta United         | 23 | 6  | 4 | 13 | 23 | 30 | -7   | 22   |                                                                         |
| 22  | Real Salt Lake         | 22 | 5  | 7 | 10 | 25 | 35 | -10  | 22   |                                                                         |
| 23  | Los Angeles Galaxy     | 22 | 6  | 4 | 12 | 27 | 46 | -19  | 22   |                                                                         |
| 24  | Houston Dynamo         | 23 | 4  | 9 | 10 | 30 | 40 | -10  | 21   |                                                                         |
| 25  | D.C. United            | 23 | 5  | 6 | 12 | 25 | 41 | -16  | 21   |                                                                         |
| 26  | FC Cincinnati          | 23 | 4  | 4 | 15 | 12 | 36 | -24  | 16   |                                                                         |

## Resultados
- Los horarios corresponden al huso horario de Estados Unidos (Hora del Este)

| D.C. United          | 1:2 | Colorado Rapids        |  | 29 de febrero | 15:00 |
| Montreal Impact      | 2:1 | New England Revolution |  | 29 de febrero | 17:00 |
| Houston Dynamo       | 1:1 | Los Angeles Galaxy     |  | 29 de febrero | 17:30 |
| San Jose Earthquakes | 2:2 | Toronto FC             |  | 29 de febrero | 19:30 |
| Orlando City         | 0:0 | Real Salt Lake         |  | 29 de febrero | 20:00 |
| FC Dallas            | 2:0 | Philadelphia Union     |  | 29 de febrero | 20:00 |
| Nashville SC         | 1:2 | Atlanta United         |  | 29 de febrero | 22:00 |
| Vancouver Whitecaps  | 1:3 | Sporting Kansas City   |  | 1 de marzo    | 00:30 |
| Columbus Crew        | 1:0 | New York City FC       |  | 1 de marzo    | 14:30 |
| New York Red Bulls   | 3:2 | Cincinnati             |  | 1 de marzo    | 15:00 |
| Seattle Sounders     | 2:1 | Chicago Fire           |  | 1 de marzo    | 17:00 |
| Los Angeles FC       | 1:0 | Inter Miami CF         |  | 1 de marzo    | 19:30 |
| Portland Timbers     | 1:3 | Minnesota United       |  | 1 de marzo    | 21:30 |

| New England Revolution | 1:1 | Chicago Fire        |  | 7 de marzo | 15:30 |
| Real Salt Lake         | 1:1 | New York Red Bulls  |  | 7 de marzo | 16:00 |
| FC Dallas              | 2:2 | Montreal Impact     |  | 7 de marzo | 17:00 |
| D.C. United            | 2:1 | Inter Miami CF      |  | 7 de marzo | 17:30 |
| Toronto FC             | 1:0 | New York City FC    |  | 7 de marzo | 19:00 |
| Atlanta United         | 2:1 | Cincinnati          |  | 7 de marzo | 21:00 |
| San Jose Earthquakes   | 2:5 | Minnesota United    |  | 7 de marzo | 22:00 |
| Sporting Kansas City   | 4:0 | Houston Dynamo      |  | 7 de marzo | 22:30 |
| Colorado Rapids        | 2:1 | Orlando City        |  | 7 de marzo | 23:00 |
| Seattle Sounders       | 1:1 | Columbus Crew       |  | 8 de marzo | 00:00 |
| Los Angeles Galaxy     | 0:1 | Vancouver Whitecaps |  | 8 de marzo | 00:00 |
| Portland Timbers       | 1:0 | Nashville SC        |  | 8 de marzo | 20:00 |
| Los Angeles FC         | 3:3 | Philadelphia Union  |  | 8 de marzo | 23:30 |

| FC Dallas              | 0:1 | Nashville SC         |  | 12 de agosto | 20:30 |
| FC Dallas              | 0:0 | Nashville SC         |  | 16 de agosto | 20:30 |
| Toronto FC             | 3:0 | Vancouver Whitecaps  |  | 18 de agosto | 20:00 |
| New York Red Bulls     | 1:0 | New York City FC     |  | 20 de agosto | 19:00 |
| Columbus Crew          | 3:0 | Chicago Fire         |  | 20 de agosto | 19:30 |
| New England Revolution | 0:0 | Philadelphia Union   |  | 20 de agosto | 19:30 |
| Cincinnati             | 0:0 | D.C. United          |  | 21 de agosto | 19:30 |
| Minnesota United       | 1:2 | Sporting Kansas City |  | 21 de agosto | 19:30 |
| Houston Dynamo         | 0:0 | FC Dallas            |  | 21 de agosto | 20:00 |
| Toronto FC             | 1:0 | Vancouver Whitecaps  |  | 21 de agosto | 20:00 |
| Los Angeles FC         | 0:2 | Los Angeles Galaxy   |  | 22 de agosto | 18:00 |
| Atlanta United         | 2:0 | Nashville SC         |  | 22 de agosto | 19:00 |
| Inter Miami CF         | 3:2 | Orlando City         |  | 22 de agosto | 20:00 |
| Colorado Rapids        | 1:4 | Real Salt Lake       |  | 22 de agosto | 21:00 |
| Portland Timbers       | 0:3 | Seattle Sounders     |  | 23 de agosto | 22:00 |

| New York City FC       | 1:0 | Columbus Crew          |                            | 24 de agosto | 19:00 |
| D.C. United            | 1:2 | New England Revolution |                            | 25 de agosto | 19:00 |
| Chicago Fire           | 3:0 | Cincinnati             |                            | 25 de agosto | 19:30 |
| Philadelphia Union     | 1:0 | New York Red Bulls     |                            | 25 de agosto | 19:30 |
| Montreal Impact        | 2:0 | Vancouver Whitecaps    |                            | 25 de agosto | 20:00 |
| Sporting Kansas City   | 2:5 | Houston Dynamo         |                            | 25 de agosto | 20:30 |
| Orlando City           | 3:1 | Nashville SC           | Exploria Stadium           | 26 de agosto | 19:30 |
| Montreal Impact        | 0:1 | Toronto FC             | Estadio Saputo             | 28 de agosto | 20:00 |
| Atlanta United         | 1:3 | Orlando City           | Mercedes-Benz Stadium      | 29 de agosto | 15:30 |
| Cincinnati             | 0:0 | Columbus Crew          |                            | 29 de agosto | 19:30 |
| New York City FC       | 3:1 | Chicago Fire           |                            | 29 de agosto | 19:30 |
| Philadelphia Union     | 4:1 | D.C. United            |                            | 29 de agosto | 19:30 |
| New England Revolution | 1:1 | New York Red Bulls     |                            | 29 de agosto | 20:00 |
| FC Dallas              | 3:1 | Minnesota United       |                            | 29 de agosto | 20:30 |
| Colorado Rapids        | 1:1 | Sporting Kansas City   | Dick's Sporting Goods Park | 29 de agosto | 21:00 |
| Los Angeles Galaxy     | 3:2 | San Jose Earthquakes   | Dignity Health Sports Park | 29 de agosto | 22:30 |
| Portland Timbers       | 4:4 | Real Salt Lake         | Providence Park            | 29 de agosto | 22:30 |
| Nashville SC           | 1:0 | Inter Miami CF         |                            | 30 de agosto | 20:30 |
| Seattle Sounders       | 3:1 | Los Angeles FC         |                            | 30 de agosto | 22:00 |

| Toronto FC             | 0:1 | Montreal Impact        |  | 1 de septiembre |       |
| Atlanta United         | 0:0 | Inter Miami CF         |  | 2 de septiembre | 19:00 |
| Cincinnati             | 0:0 | Chicago Fire           |  | 2 de septiembre | 19:30 |
| Columbus Crew          | 1:0 | Philadelphia Union     |  | 2 de septiembre | 19:30 |
| New York Red Bulls     | 0:1 | D.C. United            |  | 2 de septiembre | 19:30 |
| Houston Dynamo         | 3:0 | Minnesota United       |  | 2 de septiembre | 20:00 |
| New England Revolution | 0:2 | New York City FC       |  | 2 de septiembre | 20:00 |
| Nashville SC           | 1:1 | Orlando City           |  | 2 de septiembre | 20:30 |
| Sporting Kansas City   | 1:1 | FC Dallas              |  | 2 de septiembre | 20:30 |
| Real Salt Lake         | 2:2 | Seattle Sounders       |  | 2 de septiembre | 21:30 |
| Portland Timbers       | 2:3 | Los Angeles Galaxy     |  | 2 de septiembre | 22:30 |
| Los Angeles FC         | 5:1 | San Jose Earthquakes   |  | 2 de septiembre | 23:00 |
| Houston Dynamo         | 2:1 | Sporting Kansas City   |  | 5 de septiembre | 20:00 |
| Orlando City           | 1:1 | Atlanta United         |  | 5 de septiembre | 20:00 |
| Vancouver Whitecaps    | 3:2 | Toronto FC             |  | 5 de septiembre | 21:30 |
| San Jose Earthquakes   | 1:1 | Colorado Rapids        |  | 5 de septiembre | 22:30 |
| D.C. United            | 0:0 | New York City FC       |  | 6 de septiembre | 20:00 |
| New York Red Bulls     | 0:3 | Philadelphia Union     |  | 6 de septiembre | 20:00 |
| Chicago Fire           | 1:2 | New England Revolution |  | 6 de septiembre | 20:30 |
| Columbus Crew          | 3:0 | Cincinnati             |  | 6 de septiembre | 20:30 |
| Inter Miami CF         | 0:0 | Nashville SC           |  | 6 de septiembre | 21:00 |
| Minnesota United       | 4:0 | Real Salt Lake         |  | 6 de septiembre | 21:00 |
| Seattle Sounders       | 1:2 | Portland Timbers       |  | 6 de septiembre | 23:00 |
| Los Angeles Galaxy     | 3:0 | Los Angeles FC         |  | 6 de septiembre | 23:30 |

| Inter Miami CF       | 2:1 | Atlanta United         |                | 9 de septiembre  | 21:00 |
| Minnesota United     | 3:2 | FC Dallas              |                | 9 de septiembre  | 21:00 |
| Montreal Impact      | 1:2 | Toronto FC             |                | 9 de septiembre  | 21:00 |
| Colorado Rapids      | 1:1 | Houston Dynamo         |                | 9 de septiembre  | 22:00 |
| Real Salt Lake       | 3:0 | Los Angeles FC         |                | 9 de septiembre  | 22:30 |
| Seattle Sounders     | 7:1 | San Jose Earthquakes   |                | 10 de septiembre | 23:00 |
| Chicago Fire         | 2:2 | Columbus Crew          | Soldier Field  | 12 de septiembre | 16:30 |
| D.C. United          | 0:2 | New York Red Bulls     | Audi Field     | 12 de septiembre | 20:00 |
| New York City FC     | 2:1 | Cincinnati             | Yankee Stadium | 12 de septiembre | 20:00 |
| Orlando City         | 2:1 | Inter Miami CF         |                | 12 de septiembre | 20:30 |
| Philadelphia Union   | 2:1 | New England Revolution |                | 12 de septiembre | 20:30 |
| FC Dallas            | 2:1 | Houston Dynamo         |                | 12 de septiembre | 21:30 |
| Nashville SC         | 4:2 | Atlanta United         |                | 12 de septiembre | 21:30 |
| Real Salt Lake       | 0:5 | Colorado Rapids        |                | 12 de septiembre | 22:30 |
| Sporting Kansas City | 1:0 | Minnesota United       |                | 13 de septiembre | 21:30 |
| Vancouver Whitecaps  | 2:4 | Montreal Impact        |                | 13 de septiembre | 22:30 |

| Los Angeles FC         | 4:2 | Portland Timbers    |  | 14 de septiembre | 00:00 |
| San Jose Earthquakes   | 0:0 | Los Angeles Galaxy  |  | 14 de septiembre | 00:00 |
| FC Dallas              | 4:1 | Colorado Rapids     |  | 16 de septiembre | 21:30 |
| San Jose Earthquakes   | 1:1 | Portland Timbers    |  | 16 de septiembre | 22:30 |
| Vancouver Whitecaps    | 3:1 | Montreal Impact     |  | 16 de septiembre | 22:30 |
| Seattle Sounders       | 3:0 | Los Angeles FC      |  | 18 de septiembre | 23:00 |
| Sporting Kansas City   | 2:3 | FC Dallas           |  | 19 de septiembre | 16:30 |
| New England Revolution | 0:0 | New York City FC    |  | 19 de septiembre | 17:30 |
| Atlanta United         | 1:2 | Inter Miami CF      |  | 19 de septiembre | 20:00 |
| New York Red Bulls     | 0:1 | Cincinnati          |  | 19 de septiembre | 20:00 |
| Columbus Crew          | 2:0 | Nashville SC        |  | 19 de septiembre | 20:30 |
| D.C. United            | 2:2 | Toronto FC          |  | 19 de septiembre | 20:30 |
| Orlando City           | 4:1 | Chicago Fire        |  | 19 de septiembre | 20:30 |
| Houston Dynamo         | 2:2 | Minnesota United    |  | 19 de septiembre | 21:00 |
| Real Salt Lake         | 1:2 | Vancouver Whitecaps |  | 19 de septiembre | 22:30 |
| Los Angeles Galaxy     | 0:2 | Colorado Rapids     |  | 19 de septiembre | 23:30 |
| San Jose Earthquakes   | 1:6 | Portland Timbers    |  | 19 de septiembre | 23:30 |
| Montreal Impact        | 1:4 | Philadelphia Union  |  | 20 de septiembre | 20:00 |

| New England Revolution | 3:1 | Montreal Impact        |  | 23 de septiembre | 18:00 |
| Atlanta United         | 1:0 | FC Dallas              |  | 23 de septiembre | 20:00 |
| New York City FC       | 0:1 | Toronto FC             |  | 23 de septiembre | 20:00 |
| Chicago Fire           | 4:0 | Houston Dynamo         |  | 23 de septiembre | 20:30 |
| Cincinnati             | 0:0 | Philadelphia Union     |  | 23 de septiembre | 20:30 |
| Columbus Crew          | 2:1 | Minnesota United       |  | 23 de septiembre | 20:30 |
| Sporting Kansas City   | 1:2 | Orlando City           |  | 23 de septiembre | 20:30 |
| Inter Miami CF         | 1:4 | New York Red Bulls     |  | 23 de septiembre | 21:00 |
| Nashville SC           | 1:0 | D.C. United            |  | 23 de septiembre | 21:30 |
| Colorado Rapids        | 5:0 | San Jose Earthquakes   |  | 23 de septiembre | 22:00 |
| Real Salt Lake         | 2:0 | Los Angeles Galaxy     |  | 23 de septiembre | 22:30 |
| Portland Timbers       | 1:0 | Seattle Sounders       |  | 23 de septiembre | 23:00 |
| Los Angeles FC         | 6:0 | Vancouver Whitecaps    |  | 23 de septiembre | 23:30 |
| Nashville SC           | 1:1 | Houston Dynamo         |  | 26 de septiembre | 16:30 |
| New York City FC       | 4:0 | Cincinnati             |  | 26 de septiembre | 20:00 |
| D.C. United            | 0:2 | New England Revolution |  | 27 de septiembre | 20:00 |
| New York Red Bulls     | 4:1 | Montreal Impact        |  | 27 de septiembre | 20:00 |
| Chicago Fire           | 2:0 | Atlanta United         |  | 27 de septiembre | 20:30 |
| Philadelphia Union     | 3:0 | Inter Miami CF         |  | 27 de septiembre | 20:30 |
| Toronto FC             | 3:1 | Columbus Crew          |  | 27 de septiembre | 20:30 |
| Minnesota United       | 0:0 | Real Salt Lake         |  | 27 de septiembre | 21:00 |
| FC Dallas              | 0:0 | Orlando City           |  | 27 de septiembre | 21:30 |
| Vancouver Whitecaps    | 0:1 | Portland Timbers       |  | 27 de septiembre | 23:00 |
| Los Angeles FC         | 1:2 | San Jose Earthquakes   |  | 27 de septiembre | 23:30 |
| Los Angeles Galaxy     | 1:3 | Seattle Sounders       |  | 27 de septiembre | 23:30 |

| Orlando City SC        | 3:1 | New York Red Bulls   |  | 3 de octubre | 17:30 |
| D.C. United            | 0:4 | Atlanta United       |  | 3 de octubre | 20:00 |
| Toronto FC             | 2:1 | Philadelphia Union   |  | 3 de octubre | 20:30 |
| New England Revolution | 0:0 | Nashville SC         |  | 3 de octubre | 20:30 |
| Montreal Impact        | 1:2 | Chicago Fire         |  | 3 de octubre | 20:30 |
| Minnesota United       | 2:0 | Cincinnati           |  | 3 de octubre | 21:00 |
| Inter Miami CF         | 2:3 | New York City FC     |  | 3 de octubre | 21:00 |
| Houston Dynamo         | 1:2 | Sporting Kansas City |  | 3 de octubre | 21:00 |
| FC Dallas              | 2:2 | Columbus Crew        |  | 3 de octubre | 21:30 |
| Seattle Sounders       | 3:1 | Vancouver Whitecaps  |  | 3 de octubre | 23:00 |
| San Jose Earthquakes   | 2:1 | Los Angeles Galaxy   |  | 3 de octubre | 23:30 |
| Real Salt Lake         | 1:3 | Los Angeles FC       |  | 4 de octubre | 22:30 |

| Nashville SC           | 0:0 | Minnesota United       |  | 6 de octubre  | 21:30 |
| Atlanta United         | 0:0 | Orlando City SC        |  | 7 de octubre  | 20:00 |
| New York Red Bulls     | 1:2 | Inter Miami CF         |  | 7 de octubre  | 20:00 |
| Columbus Crew          | 1:2 | Montreal Impact        |  | 7 de octubre  | 20:30 |
| New England Revolution | 0:1 | Toronto FC             |  | 7 de octubre  | 20:30 |
| Philadelphia Union     | 3:0 | Cincinnati             |  | 7 de octubre  | 20:30 |
| Houston Dynamo         | 2:0 | FC Dallas              |  | 7 de octubre  | 21:00 |
| New York City FC       | 4:1 | D.C. United            |  | 7 de octubre  | 21:00 |
| Sporting Kansas City   | 1:0 | Chicago Fire           |  | 7 de octubre  | 21:30 |
| Seattle Sounders       | 2:1 | Real Salt Lake         |  | 7 de octubre  | 23:00 |
| Los Angeles Galaxy     | 3:6 | Portland Timbers       |  | 7 de octubre  | 23:30 |
| San Jose Earthquakes   | 3:0 | Vancouver Whitecaps    |  | 7 de octubre  | 23:30 |
| Inter Miami CF         | 1:0 | Houston Dynamo         |  | 10 de octubre | 18:00 |
| Atlanta United         | 0:1 | New York Red Bulls     |  | 10 de octubre | 19:00 |
| Vancouver Whitecaps    | 2:1 | Real Salt Lake         |  | 10 de octubre | 23:00 |
| New York City FC       | 0:2 | New England Revolution |  | 11 de octubre | 17:30 |
| Los Angeles FC         | 3:1 | Seattle Sounders       |  | 11 de octubre | 20:00 |
| Chicago Fire           | 2:1 | D.C. United            |  | 11 de octubre | 20:30 |
| Cincinnati             | 0:1 | Toronto FC             |  | 11 de octubre | 20:30 |
| Philadelphia Union     | 2:1 | Montreal Impact        |  | 11 de octubre | 20:30 |
| Sporting Kansas City   | 2:1 | Nashville SC           |  | 11 de octubre | 20:30 |
| Portland Timbers       | 3:0 | San Jose Earthquakes   |  | 11 de octubre | 23:00 |

| Cincinnati           | 2:1 | Columbus Crew          |  | 14 de octubre | 20:30 |
| Montreal Impact      | 2:3 | New England Revolution |  | 14 de octubre | 20:30 |
| Orlando City SC      | 1:1 | New York City FC       |  | 14 de octubre | 20:30 |
| Toronto FC           | 1:1 | New York Red Bulls     |  | 14 de octubre | 20:30 |
| D.C. United          | 2:2 | Philadelphia Union     |  | 14 de octubre | 21:00 |
| Houston Dynamo       | 1:3 | Nashville SC           |  | 14 de octubre | 21:00 |
| Inter Miami CF       | 1:1 | Atlanta United         |  | 14 de octubre | 21:00 |
| FC Dallas            | 1:0 | Sporting Kansas City   |  | 14 de octubre | 21:30 |
| Real Salt Lake       | 2:1 | Portland Timbers       |  | 14 de octubre | 22:30 |
| Vancouver Whitecaps  | 2:1 | Los Angeles FC         |  | 14 de octubre | 23:00 |
| Los Angeles Galaxy   | 0:4 | San Jose Earthquakes   |  | 14 de octubre | 23:30 |
| Chicago Fire         | 2:2 | Sporting Kansas City   |  | 17 de octubre | 16:30 |
| Montreal Impact      | 2:1 | Inter Miami CF         |  | 17 de octubre | 20:00 |
| Columbus Crew        | 3:1 | New York City FC       |  | 18 de octubre | 19:00 |
| New York Red Bulls   | 1:1 | Orlando City SC        |  | 18 de octubre | 20:00 |
| Cincinnati           | 1:2 | D.C. United            |  | 18 de octubre | 20:30 |
| Toronto FC           | 1:0 | Atlanta United         |  | 18 de octubre | 20:30 |
| Minnesota United     | 2:2 | Houston Dynamo         |  | 18 de octubre | 21:00 |
| Portland Timbers     | 1:1 | Los Angeles FC         |  | 18 de octubre | 23:00 |
| Los Angeles Galaxy   | 1:0 | Vancouver Whitecaps    |  | 18 de octubre | 23:30 |
| San Jose Earthquakes | 0:0 | Seattle Sounders       |  | 18 de octubre | 23:30 |

| New England Revolution | 1:2 | Philadelphia Union     |  | 19 de octubre | 20:30 |
| Nashville SC           | 3:0 | FC Dallas              |  | 20 de octubre | 21:30 |
| Seattle Sounders       | 1:1 | Portland Timbers       |  | 22 de octubre | 23:30 |
| Nashville SC           | 1:1 | New England Revolution |  | 23 de octubre | 21:30 |
| Inter Miami CF         | 2:1 | Orlando City SC        |  | 24 de octubre | 16:30 |
| Atlanta United         | 1:2 | D.C. United            |  | 24 de octubre | 17:00 |
| Chicago Fire           | 2:2 | New York Red Bulls     |  | 24 de octubre | 20:30 |
| Cincinnati             | 0:1 | Minnesota United       |  | 24 de octubre | 20:30 |
| New York City FC       | 3:1 | Montreal Impact        |  | 24 de octubre | 20:30 |
| Philadelphia Union     | 5:0 | Toronto FC             |  | 24 de octubre | 20:30 |
| Houston Dynamo         | 1:1 | Columbus Crew          |  | 24 de octubre | 22:00 |
| Real Salt Lake         | 0:0 | FC Dallas              |  | 24 de octubre | 22:30 |
| Sporting Kansas City   | 4:0 | Colorado Rapids        |  | 24 de octubre | 22:30 |
| Vancouver Whitecaps    | 2:1 | San Jose Earthquakes   |  | 24 de octubre | 23:00 |
| Los Angeles FC         | 2:0 | Los Angeles Galaxy     |  | 25 de octubre | 16:30 |

| Montreal Impact        | 0:1 | Nashville SC           | Red Bull Arena  | 27 de octubre  | 19:00 |
| Vancouver Whitecaps FC | 0:2 | Seattle Sounders FC    | Providence Park | 27 de octubre  | 19:00 |
| New York Red Bulls     | 1:0 | New England Revolution |                 | 28 de octubre  | 20:00 |
| Cincinnati             | 0:1 | Sporting Kansas City   |                 | 28 de octubre  | 20:30 |
| Orlando City SC        | 4:1 | Atlanta United         |                 | 28 de octubre  | 20:30 |
| Philadelphia Union     | 2:1 | Chicago Fire           |                 | 28 de octubre  | 20:30 |
| Toronto FC             | 0:1 | New York City FC       |                 | 28 de octubre  | 20:30 |
| D.C. United            | 1:0 | Columbus Crew          |                 | 28 de octubre  | 21:00 |
| Minnesota United       | 2:1 | Colorado Rapids        |                 | 28 de octubre  | 21:00 |
| FC Dallas              | 2:1 | Inter Miami CF         |                 | 28 de octubre  | 21:30 |
| Portland Timbers       | 5:2 | Los Angeles Galaxy     |                 | 28 de octubre  | 23:00 |
| Los Angeles FC         | 2:1 | Houston Dynamo         |                 | 28 de octubre  | 23:30 |
| San Jose Earthquakes   | 2:0 | Real Salt Lake         |                 | 28 de octubre  | 23:30 |
| FC Dallas              | 3:0 | Houston Dynamo         |                 | 31 de octubre  | 16:30 |
| Nashville SC           | 1:1 | Chicago Fire           |                 | 31 de octubre  | 21:30 |
| Columbus Crew          | 2:1 | Philadelphia Union     |                 | 1 de noviembre | 17:30 |
| Atlanta United         | 2:0 | Cincinnati             |                 | 1 de noviembre | 21:00 |
| New York City FC       | 5:2 | New York Red Bulls     |                 | 1 de noviembre | 21:00 |
| Montreal Impact        | 0:1 | Orlando City SC        |                 | 1 de noviembre | 21:30 |
| New England Revolution | 4:3 | D.C. United            |                 | 1 de noviembre | 21:30 |
| Toronto FC             | 2:1 | Inter Miami CF         |                 | 1 de noviembre | 21:30 |
| Colorado Rapids        | 3:1 | Seattle Sounders FC    |                 | 1 de noviembre | 23:00 |
| Portland Timbers       | 1:0 | Vancouver Whitecaps FC |                 | 1 de noviembre | 00:00 |
| Los Angeles Galaxy     | 2:1 | Real Salt Lake         |                 | 1 de noviembre | 00:00 |

| Orlando City SC        | 2:1 | Columbus Crew          |  | 4 de noviembre | 21:30 |
| Minnesota United       | 2:2 | Chicago Fire           |  | 4 de noviembre | 22:00 |
| Nashville SC           | 0:1 | FC Dallas              |  | 4 de noviembre | 22:30 |
| Portland Timbers       | 0:1 | Colorado Rapids        |  | 5 de noviembre | 00:00 |
| Los Angeles Galaxy     | 1:1 | Seattle Sounders FC    |  | 5 de noviembre | 01:00 |
| San Jose Earthquakes   | 3:2 | Los Angeles FC         |  | 5 de noviembre | 01:00 |
| Chicago Fire           | 3:4 | New York City FC       |  | 8 de noviembre | 17:30 |
| Columbus Crew          | 2:1 | Atlanta United         |  | 8 de noviembre | 17:30 |
| D.C. United            | 2:3 | Montreal Impact        |  | 8 de noviembre | 17:30 |
| Inter Miami CF         | 2:1 | Cincinnati             |  | 8 de noviembre | 17:30 |
| New York Red Bulls     | 2:1 | Toronto FC             |  | 8 de noviembre | 17:30 |
| Orlando City SC        | 2:3 | Nashville SC           |  | 8 de noviembre | 17:30 |
| Philadelphia Union     | 2:0 | New England Revolution |  | 8 de noviembre | 17:30 |
| Houston Dynamo         | 1:2 | Colorado Rapids        |  | 8 de noviembre | 20:30 |
| Los Angeles FC         | 1:1 | Portland Timbers       |  | 8 de noviembre | 20:30 |
| Minnesota United       | 3:0 | FC Dallas              |  | 8 de noviembre | 20:30 |
| Real Salt Lake         | 0:2 | Sporting Kansas City   |  | 8 de noviembre | 20:30 |
| Seattle Sounders FC    | 4:1 | San Jose Earthquakes   |  | 8 de noviembre | 20:30 |
| Vancouver Whitecaps FC | 3:0 | Los Angeles Galaxy     |  | 8 de noviembre | 20:30 |

## Playoffs

### Ronda de Juego
Conferencia Este
| 20 de noviembre de 2020 | New England Revolution | 2:1 (1:0) | Montreal Impact | Gillette Stadium, Foxborough, Massachusetts |                          |
| 18:30 (UTC-5)           | Gil 38' · Bou 90+5'    | Reporte   | Quioto 61'      | Árbitro(s): Jair Marrufo                    | Árbitro(s): Jair Marrufo |

| 20 de noviembre de 2020 | Nashville SC                         | 3:0 (2:0) | Inter Miami | Nissan Stadium, Nashville, Tennessee                     |                                                          |
| 20:00 (UTC-6)           | Leal 14' · Mukhtar 24' · McCarty 57' | Reporte   |             | Asistencia: 3.240 espectadores Árbitro(s): Ismail Elfath | Asistencia: 3.240 espectadores Árbitro(s): Ismail Elfath |

### Primera Ronda
Conferencia Este
| 21 de noviembre de 2020 | Orlando City                                                              | 1:1 (1:1, 1:1) (t. s.)(6:5 p.) | New York City FC                                                                | Exploria Stadium, Orlando, Florida |                           |
| 12:00 (UTC-5)           | Nani 5'                                                                   | Reporte                        | Chanot 8'                                                                       | Árbitro(s): Allen Chapman          | Árbitro(s): Allen Chapman |
|                         |                                                                           | Tiros desde el punto penal     |                                                                                 |                                    |                           |
|                         | Akindele · Perea · Antônio Carlos · Júnior Urso · Nani · Jansson · Michel |                                | Morález · Medina · Rocha · Tajouri-Shradi · Castellanos · Acevedo · Þórarinsson |                                    |                           |

| 21 de noviembre de 2020 | Columbus Crew                             | 3:2 (1:1) | New York Red Bulls    | Mapfre Stadium, Columbus, Ohio |                            |
| 15:00 (UTC-5)           | Pedro Santos 26' · Nagbe 46' · Zardes 68' | Reporte   | Clark 23' · White 90' | Árbitro(s): Alex Chilowicz     | Árbitro(s): Alex Chilowicz |

| 24 de noviembre de 2020 | Toronto FC | 0:1 (0:0, 0:0) (t. s.) | Nashville SC | Rentschler Field, East Hartford, Connecticut |                           |
| 18:00 (UTC-5)           |            | Reporte                | Ríos 108'    | Árbitro(s): Robert Sibiga                    | Árbitro(s): Robert Sibiga |

| 24 de noviembre de 2020 | Philadelphia Union | 0:2 (0:2) | New England Revolution   | Subaru Park, Chester, Pensilvania |                              |
| 20:00 (UTC-5)           |                    | Reporte   | Buksa 26' · Buchanan 30' | Árbitro(s): Joseph Dickerson      | Árbitro(s): Joseph Dickerson |

Conferencia Oeste
| 22 de noviembre de 2020 | Sporting Kansas City                    | 3:3 (3:3, 1:2) (t. s.)(3:0 p.) | San Jose Earthquakes                         | Children's Mercy Park, Kansas City, Kansas |                          |
| 15:00 (UTC-6)           | Espinoza 4' · Sánchez 47' · Busio 90+1' | Reporte                        | Fierro 22' · Salinas 34' · Wondolowski 90+7' | Árbitro(s): Nima Saghafi                   | Árbitro(s): Nima Saghafi |
|                         |                                         | Tiros desde el punto penal     |                                              |                                            |                          |
|                         | Russell · Sánchez · Shelton             |                                | Alanís · Yueill · Espinoza                   |                                            |                          |

| 22 de noviembre de 2020 | Minnesota United         | 3:0 (1:0) | Colorado Rapids | Allianz Field, Saint Paul, Minnesota |                       |
| 18:30 (UTC-6)           | Molino 22' 79' · Lod 54' | Reporte   |                 | Árbitro(s): Ted Unkel                | Árbitro(s): Ted Unkel |

| 22 de noviembre de 2020 | Portland Timbers                                                          | 1:1 (1:1, 0:0) (t. s.)(7:8 p.) | FC Dallas                                                                        | Providence Park, Portland, Oregón |                                |
| 19:00 (UTC-8)           | Jorge Villafaña 82'                                                       | Reporte                        | Ricardo Pepi 90+3'                                                               | Árbitro(s): Armando Villarreal    | Árbitro(s): Armando Villarreal |
|                         |                                                                           | Tiros desde el punto penal     |                                                                                  |                                   |                                |
|                         | Valeri · Farfán · Župarić · Ebobisse · Bodily · Chará · Loría · Villafaña |                                | Ziegler · Jara · Bressan · Pepi · Hollingshead · Hedges · Tessmann · Ema Twumasi |                                   |                                |

| 24 de noviembre de 2020 | Seattle Sounders                       | 3:1 (1:0) | Los Angeles FC | CenturyLink Field, Seattle, Washington |                         |
| 19:30 (UTC-8)           | Lodeiro 18' · Ruidíaz 66' · Morris 80' | Reporte   | Atuesta 77'    | Árbitro(s): Kevin Stott                | Árbitro(s): Kevin Stott |

### Semifinales de Conferencia
Conferencia Este
| 29 de noviembre de 2020 | Orlando City | 1:3 (1:2) | New England Revolution       | Exploria Stadium, Orlando, Florida |                            |
| 15:00 (UTC-5)           | Urso 33'     | Reporte   | Gil 17' (pen.) · Bou 25' 86' | Árbitro(s): Alex Chilowicz         | Árbitro(s): Alex Chilowicz |

| 29 de noviembre de 2020 | Columbus Crew                  | 2:0 (0:0, 0:0) (t. s.) | Nashville SC | Mapfre Stadium, Columbus, Ohio |                                |
| 20:00 (UTC-5)           | Pedro Santos 99' · Zardes 103' | Reporte                |              | Árbitro(s): Armando Villarreal | Árbitro(s): Armando Villarreal |

Conferencia Oeste
| 1 de diciembre de 2020 | Seattle Sounders | 1:0 (0:0) | FC Dallas | CenturyLink Field, Seattle, Washington |                           |
| 18:30 (UTC-8)          | O'Neill 49'      | Reporte   |           | Árbitro(s): Robert Sibiga              | Árbitro(s): Robert Sibiga |

| 3 de diciembre de 2020 | Sporting Kansas City | 0:3 (0:3) | Minnesota United             | Children's Mercy Park, Kansas City, Kansas |                          |
| 19:00 (UTC-6)          |                      | Reporte   | Molino 27' 35' · Dibassy 39' | Árbitro(s): Drew Fischer                   | Árbitro(s): Drew Fischer |

### Finales de Conferencia
Conferencia Este
| 6 de diciembre de 2020 | Columbus Crew  | 1:0 (0:0) | New England Revolution | Mapfre Stadium, Columbus, Ohio                                |                                                               |
| 15:00 (UTC-5)          | José Artur 59' | Reporte   |                        | Asistencia: 1.500 espectadores Árbitro(s): Armando Villarreal | Asistencia: 1.500 espectadores Árbitro(s): Armando Villarreal |

Conferencia Oeste
| 7 de diciembre de 2020 | Seattle Sounders                         | 3:2 (0:1) | Minnesota United          | CenturyLink Field, Seattle, Washington |                           |
| 18:30 (UTC-8)          | Bruin 75' · Ruidíaz 89' · Svensson 90+3' | Reporte   | Reynoso 29' · Dibassy 67' | Árbitro(s): Ismail Elfath              | Árbitro(s): Ismail Elfath |

### MLS Cup 2020
| 12 de diciembre de 2020 | Columbus Crew                   | 3:0 (2:0) | Seattle Sounders | Mapfre Stadium, Columbus, Ohio                          |                                                         |
| 20:30 (UTC-5)           | Zelarayán 25' 82' · Etienne 31' | Reporte   |                  | Asistencia: 1.500 espectadores Árbitro(s): Jair Marrufo | Asistencia: 1.500 espectadores Árbitro(s): Jair Marrufo |

|                                 |
| Bandera de Ohio                 |
| Campeón Columbus Crew 2º título |

## Estadísticas

### Goleadores
| Diego Rossi                             | Los Angeles FC      | 14 | 19 |
| Robert Berić                            | Chicago Fire        | 12 | 23 |
| Raúl Ruidíaz                            | Seattle Sounders FC | 12 | 17 |
| Gyasi Zardes                            | Columbus Crew SC    | 12 | 21 |
| Jordan Morris                           | Seattle Sounders FC | 10 | 22 |
| Chris Mueller                           | Orlando City SC     | 10 | 22 |
| Cristian Pavón                          | Los Angeles Galaxy  | 10 | 22 |
| Ayo Akinola                             | Toronto FC          | 9  | 15 |
| Kevin Molino                            | Minnesota United    | 9  | 18 |
| Alejandro Pozuelo                       | Toronto FC          | 9  | 23 |
| Última actualización: diciembre de 2020 |                     |    |    |

### Asistencias
| Nicolás Lodeiro                         | Seattle Sounders FC  | 10 | 20 |
| Alejandro Pozuelo                       | Philadelphia Union   | 10 | 23 |
| Darwin Quintero                         | Minnesota United FC  | 10 | 22 |
| Cristian Espinoza                       | San Jose Earthquakes | 9  | 23 |
| Yimmi Chará                             | Portland Timbers     | 8  | 21 |
| Pedro Santos                            | Columbus Crew SC     | 8  | 22 |
| Lewis Morgan                            | Inter Miami CF       | 8  | 23 |
| Última actualización: diciembre de 2020 |                      |    |    |

## Premios y reconocimientos

### Jugador de la semana
| Semana          | Futbolista              | Equipo               |
| --------------- | ----------------------- | -------------------- |
| Semana 1        | Jordan Morris           | Seattle Sounders FC  |
| Semana 2        | Ike Opara               | Minnesota United FC  |
| MLS is Back – 1 | Sin ganador             | Sin ganador          |
| MLS is Back – 2 | Sin ganador             | Sin ganador          |
| MLS is Back – 3 | Sin ganador             | Sin ganador          |
| Semana 6        | Raúl Ruidíaz            | Seattle Sounders FC  |
| Semana 7 y 8    | Kacper Przybyłko        | Philadelphia Union   |
| Semana 9        | Diego Rossi             | Los Angeles FC       |
| Semana 10       | Sebastian Lletget       | Los Angeles Galaxy   |
| Semana 11       | Jordan Morris           | Seattle Sounders FC  |
| Semana 12       | Diego Valeri            | Portland Timbers     |
| Semana 13       | Bradley Wright-Phillips | Los Angeles FC       |
| Semana 14       | Richie Laryea           | Toronto FC           |
| Semana 15       | Alan Pulido             | Sporting Kansas City |
| Semana 16       | Jeremy Ebobisse         | Portland Timbers     |
| Semana 17       | Danny Musovski          | Los Angeles FC       |
| Semana 18       | Hany Mukhtar            | Nashville SC         |
| Semana 19       | Bojan                   | Montreal Impact      |
| Semana 20       | Sergio Santos           | Philadelphia Union   |
| Semana 21       | Chris Wondolowski       | San Jose Earthquakes |
| Semana 22       | Valentín Castellanos    | New York City FC     |
| Semana 23       | Sin ganador             | Sin ganador          |
| Semana 24       | Kevin Molino            | Minnesota United FC  |

### Gol de la semana
| Semana          | Futbolista        | Equipo                 |
| --------------- | ----------------- | ---------------------- |
| Semana 1        | Emerson Hyndman   | Atlanta United FC      |
| Semana 2        | Sin ganador       | Sin ganador            |
| MLS is Back – 1 | Lucas Zelarayán   | Columbus Crew SC       |
| MLS is Back – 2 | Frankie Amaya     | FC Cincinnati          |
| MLS is Back – 3 | Gerso Fernandes   | Sporting Kansas City   |
| Semana 6        | Gonzalo Martínez  | Atlanta United FC      |
| Semana 7 y 8    | Raúl Ruidíaz      | Seattle Sounders FC    |
| Semana 9        | Pablo Ruíz        | Real Salt Lake         |
| Semana 10       | Sebastian Lletget | Los Angeles Galaxy     |
| Semana 11       | Anthony Fontana   | Philadelphia Union     |
| Semana 12       | Haris Medunjanin  | FC Cincinnati          |
| Semana 13       | Sin ganador       | Sin ganador            |
| Semana 14       | Richie Laryea     | Toronto FC             |
| Semana 15       | Brooks Lennon     | Atlanta United FC      |
| Semana 16       | Gonzalo Higuaín   | Inter de Miami         |
| Semana 17       | Erik Hurtado      | Sporting Kansas City   |
| Semana 18       | Mark McKenzie     | Philadelphia Union     |
| Semana 19       | Bojan             | Montreal Impact        |
| Semana 20       | Ali Adnan         | Vancouver Whitecaps FC |
| Semana 21       | Andy Polo         | Portland Timbers       |
| Semana 22       | Keegan Rosenberry | Colorado Rapids        |
| Semana 23       | Benji Michel      | Orlando City SC        |
| Semana 24       | Mikey Ambrose     | Inter de Miami         |

### 2020
| Mes                 | Futbolista           | Equipo           |
| ------------------- | -------------------- | ---------------- |
| Agosto              | Daryl Dike           | Orlando City SC  |
| Septiembre          | Alejandro Pozuelo    | Toronto FC       |
| Octubre y noviembre | Valentín Castellanos | New York City FC |

### Premios anuales
| Premio                    | Ganador                  | Equipo                   |
| ------------------------- | ------------------------ | ------------------------ |
| Jugador Más Valioso       | Alejandro Pozuelo        | Toronto FC               |
| Bota de Oro               | Diego Rossi              | Los Angeles FC           |
| Entrenador del año        | Jim Curtin               | Philadelphia Union       |
| Portero del año           | Andre Blake              | Philadelphia Union       |
| Defensa del año           | Walker Zimmerman         | Nashville SC             |
| Jugador joven del año     | Diego Rossi              | Los Angeles FC           |
| Contratación del año      | Lucas Zelarayán          | Columbus Crew            |
| Atajada del año           | Eloy Room                | Columbus Crew            |
| Gol del año               | Darlington Nagbe         | Columbus Crew            |
| Espírirtu de superación   | Bradley Wright-Phillips  | Los Angeles FC           |
| Humanitario del año       | Black Players for Change | Black Players for Change |
| Árbitro del año           | Ismail Elfath            | Ismail Elfath            |
| Árbitro asistente del año | Kathryn Nesbitt          | Kathryn Nesbitt          |

### Equipo ideal de la temporada
El 20 de noviembre se anunció el equipo ideal de la temporada (denominada MLS Best XI), que reconoce a los 11 mejores jugadores de la Major League Soccer.
| Pos. | Futbolista        | Equipo              |
| ---- | ----------------- | ------------------- |
| POR  | Andre Blake       | Philadelphia Union  |
| DEF  | Mark McKenzie     | Philadelphia Union  |
| DEF  | Jonathan Mensah   | Columbus Crew       |
| DEF  | Walker Zimmerman  | Nashville SC        |
| MED  | Brenden Aaronson  | Philadelphia Union  |
| MED  | Diego Chará       | Portland Timbers    |
| MED  | Nicolás Lodeiro   | Seattle Sounders FC |
| MED  | Alejandro Pozuelo | Toronto FC          |
| DEL  | Jordan Morris     | Seattle Sounders FC |
| DEL  | Diego Rossi       | Los Angeles FC      |
| DEL  | Raúl Ruidíaz      | Seattle Sounders FC |

## Otras competencias

### Torneo MLS is Back
Durante el receso de la temporada 2020 de la MLS debido a la pandemia del COVID-19, el 10 de junio se anunció un nuevo torneo para reiniciar la temporada actual, denominado MLS is Back Tournament. La competencia fue programada para realizarse a puertas cerradas en el ESPN Wide World of Sports Complex, ubicado en el Walt Disney World Resort, en Bay Lake, Florida. Contó con la participación de los 26 equipos de la MLS, pero FC Dallas y Nashville SC anunciaron su retiro antes del inicio del torneo debido a los casos positivos de COVID-19.
El torneo empezó el 8 de julio. Se desarrolló una fase de grupos, los resultados de esa instancia fueron contados en la temporada regular de la temporada 2020. Luego, los 16 mejores equipos jugaron una ronda de eliminación directa, y la final se disputó el 11 de agosto.
Los Portland Timbers fueron los campeones del torneo y ganaron un lugar en la Liga de Campeones de la Concacaf 2021. Los Timbers reemplazaron el puesto previamente otorgado al líder de puntos de la temporada regular de la MLS en la conferencia opuesta al ganador del MLS Supporters' Shield.

### Juego de las estrellas
El juego de las estrellas de la MLS 2020 podría haber sido la 25ª edición del Juego de las Estrellas de la MLS. La fecha del partido fue fijada para el 29 de julio de 2020 entre el Equipo de las Estrellas de la MLS y el Equipo de las Estrellas de la Liga MX de México, en el Banc of California Stadium en Los Ángeles, California. Sin embargo, debido a la pandemia del COVID-19, el 19 de mayo, el juego fue cancelado y fue reprogramado para el 2021.